# Guendembou

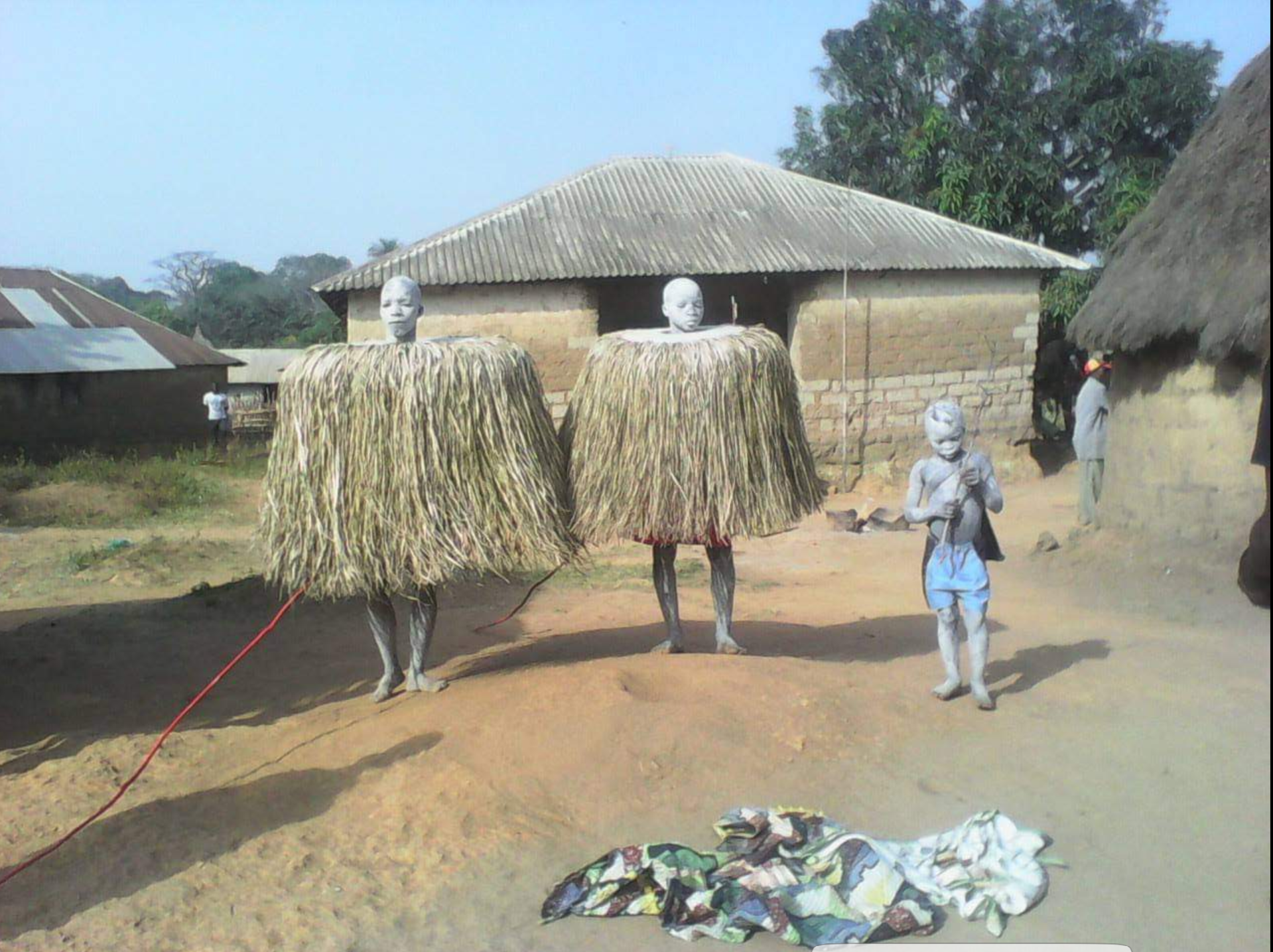
Sortie d'initier à Mendekoma

Guendembou est une ville et une sous-préfecture de Guinée, rattachée à la préfecture de Guéckédou et à la région de Nzérékoré. 

## Population
En 2016, le nombre d'habitants est estimé à 33 587, à partir d'une extrapolation officielle du recensement de 2014 qui en avait dénombré 31 405 .